# Дамчи-Кая-Чокрак
Дамчи-Кая-Чокрак (также Домчи-Кая-Чокрак, Дамчи-Кая, Лехла-текне-чурага, Лактекнын-Су; укр. Дамчи-Кая-Чокрак, крымскотат. Damçı Qaya Çoqraq, Дамчы Къая Чокъракъ) — источник в Крыму, на Главной гряде Крымских гор, исток реки Тавель. Находится на западном склоне Чатыр-Дага, на высоте 932 м над уровнем моря.

## Название
Название Дамчи-Кая-Чокрак дано по горной вершине Домчи-Кая (1045 м), у западного подножия которой расположен родник и впервые встречается на верстовой карте 1890 года; в отчёте гидрогеолога Таврической губернии Н. А. Головкинского «Источники Чатырдага и Бабугана» применено название Лахтекнин-Су; в материалах Партии Крымских Водных изысканий 1916 года, где родник уже называется Дамчи-Кая-Чокрак. У Белянского происхождение гидронима выводится от крымскотатарского «улак-текне» — козлёнок-корыто, а дамчи от «тамчи» — капля, капли — описание малого дебета родника. В отчёте П. М. Васильевского и П. И. Желтова «Гидрогеологические исследования горы Чатырдаг в 1927 г.» наряду с предыдущими приводится название Лехла-текне-чурага.

## Описание
Впервые родник был обследован Головкинским в сентябре 1892 года, который зафиксировал суточный приток менее 25 вёдер и отметил, что выходит из конгломератовых скал Лахтекнин-хаясы на южном склоне оврага, как Дамчи-Кая отмечен на верстовой карте 1890 года. В отчёте «партии Крымских Водных изысканий» в 1916 году высота источника указана 943 м, содержится описание, что «…выход воды: из-под скалы песчаника; качество воды: годна для питья…», находится на земле сельского общества, деревни Аян и оборудован тамошними чабанами. Дебиты в отчёте приведены за октябрь 1914 года — 310; декабрь 1914—470 и август 1915—520 вёдер в сутки. Температуры воды в октябре 1914 года — 7,0 °R. В гидрогеологическом отчёте «Гидрогеологические исследования горы Чатырдаг в 1927 г.» высота определена «около 884 м», дебит на октябрь 1927 года — 0,040 л/с, температура воды — 11,8 °C. Современными методами высота источника определена в 925 м.